# Починки (Мордовия)
Починки — село в Большеберезниковском районе Республики Мордовия Российской Федерации. Административный центр Починковского сельского поселения.
Малая родина Героя Советского Союза Г. П. Виноградова.

## Этимология
Название связано с русским архаическим словом «починок» (место, расчищенное от леса под пашню).

## География
Расположено на р. Большая Кша, в 9 км от районного центра и 32 км от железнодорожной станции Чамзинка.

## История
В 1780 году, при создании Симбирского наместничества, сельцо Починки, при речке Ише, помещиковых крестьян, из Саранского уезда вошёл в состав Котяковского уезда. В сельце жило 261 ревизских душ. В 1796 году сельцо вошло в состав Карсунского уезда Симбирской губернии.
В 1808 году, помещиком Петром Алексеевичем Мальшиным, был построен каменный храм. Престолов в нём три: главный (холодный) — во имя свв. Апостолов Петра и Павла, в приделах (теплый): в правом — в честь Благовещения Пресвятые Богородице и в левом — во имя Архистратига Божия Михаила.
В «Списке населённых мест Симбирской губернии» (1863) Починки — село владельческое из 205 дворов (1236 чел.) Карсунского уезда. В конце 19 — начале 20 в. здесь развивался бондарный промысел.
В 1913 году в Починках было 218 дворов (1407 чел.); церковь, школа, имение, винокуренный заведение и мельница Н. Н. Римского-Корсакова (см. Римские-Корсаковы).
В 1930-е гг. был организован колхоз, с 1997 г. — СХПК «Починковский».

## Население
| 1863 | 1913  | 2001 | 2002 | 2010 | 2012 | 2013 |
| ---- | ----- | ---- | ---- | ---- | ---- | ---- |
| 1236 | ↗1407 | ↘397 | ↘360 | ↘339 | ↘328 | ↘320 |
| 2014 | 2015  | 2016 | 2017 | 2018 | 2019 |      |
| ↘319 | ↘308  | ↘302 | ↗307 | ↗308 | ↘296 |      |

## Известные уроженцы, жители
- Виноградов, Геннадий Павлович (1920—1983) — Герой Советского Союза.

## Инфраструктура
Основа экономики — сельское хозяйство .
В современном селе — средняя школа, библиотека, Дом культуры, медпункт, магазин.

## Достопримечательности
В селе расположена руинированная Петропавловская церковь (1808), памятник воинам, погибшим в годы Великой Отечественной войны; каменный храм-ротонда (19 в.).

## Транспорт
Автобусное сообщение с райцентром.